# Rineloricaria henselii
Rineloricaria henselii är en fiskart som först beskrevs av Steindachner, 1907.  Rineloricaria henselii ingår i släktet Rineloricaria och familjen Loricariidae. Inga underarter finns listade i Catalogue of Life.